# Portugals MotoGP 2005
Portugals MotoGP 2005 var den andra av sjutton deltävlingar i Roadracing-VM 2005 och kördes på Autódromo do Estoril 15-17 april 2005.

## MotoGP
Alex Barros tog sin första seger sedan hösten 2002, efter att ha fått till en perfekt helg med pole position, snabbaste varv och seger. Valentino Rossi blev tvåa, med Max Biaggi på tredje plats.

### Resultat
| Plats | Förare            | Märke     | Grid | Kvaltid  |
| ----- | ----------------- | --------- | ---- | -------- |
| 1     | Alex Barros       | Honda     | 1    | 1.37,202 |
| 2     | Valentino Rossi   | Yamaha    | 4    | 1.37,643 |
| 3     | Max Biaggi        | Honda     | 8    | 1.38,009 |
| 4     | Marco Melandri    | Honda     | 5    | 1.37,835 |
| 5     | Carlos Checa      | Ducati    | 3    | 1.37,456 |
| 6     | Colin Edwards     | Yamaha    | 7    | 1.38,003 |
| 7     | Nicky Hayden      | Honda     | 9    | 1.38,123 |
| 8     | Shinya Nakano     | Kawasaki  | 10   | 1.38,283 |
| 9     | Loris Capirossi   | Ducati    | 6    | 1.38,000 |
| 10    | Rubén Xaus        | Yamaha    | 12   | 1.38,949 |
| 11    | Troy Bayliss      | Honda     | 13   | 1.39,033 |
| 12    | Kenny Roberts Jr. | Suzuki    | 14   | 1.39,628 |
| 13    | Roberto Rolfo     | Ducati    | 16   | 1.41,327 |
| 14    | Toni Elías        | Yamaha    | 15   | 1.39,836 |
| 15    | James Ellison     | Blata     | 17   | 1.41,699 |
| 16    | Shane Byrne       | Proton KR | 18   | 1.41,705 |
| 17    | Sete Gibernau     | Honda     | 2    | 1.37,329 |
| 18    | John Hopkins      | Suzuki    | 11   | 1.38,412 |
| 19    | Franco Battaini   | Blata     | 19   | 1.41,728 |